# Рель (присілок)
Рель (рос. Рель) — присілок у Лузькому районі Ленінградської області Російської Федерації.
Населення становить 336 осіб. Належить до муніципального утворення Осьминське сільське поселення.

## Історія
Згідно із законом від 28 вересня 2004 року № 65-оз належить до муніципального утворення Осьминське сільське поселення.

## Населення
| 1838 | 1862 | 1885 | 1928 | 1965 | 1990 | 1997 |
| ---- | ---- | ---- | ---- | ---- | ---- | ---- |
| 217  | ↗291 | ↗315 | ↘312 | ↘182 | ↗409 | ↘385 |
| 2007 | 2010 |      |      |      |      |      |
| ↘380 | ↘336 |      |      |      |      |      |